# Consonància
En música, la consonància és la qualitat sonora d'un interval o d'un acord que produeix un efecte de repòs o d'afirmació a causa de la fusió dels sons que el constitueixen.
El terme consonància (del llatí comsonare=consonància) s'aplica a una harmonia, acord, o interval considerat com estable, en contraposició a la dissonància (del llatí dissonare=dissonància) que es considera inestable (o temporal, transitori).
En la música tonal es consideren intervals consonants l'octava, la quinta i la quarta justes, i també les terceres i les sextes majors i menors. Els acords consonants són l'acord major i l'acord menor.